# Nigritomyia cyanea
Nigritomyia cyanea är en tvåvingeart som först beskrevs av Enrico Adelelmo Brunetti 1924.  Nigritomyia cyanea ingår i släktet Nigritomyia och familjen vapenflugor.
Artens utbredningsområde är Laos. Inga underarter finns listade i Catalogue of Life.